# 羅門祐人
羅門 祐人（らもん ゆうと、本名：山口 祐平、1957年 - ）は、日本の小説家。日本文藝家協会・日本推理作家協会所属。

## 人物
福岡県出身。埼玉医科大学医学部中退。血液型はO型。星座は山羊座。少林寺拳法三段を持つ。
エニックスから発売された『暗黒城』でゲームクリエイターとしてデビュー。1983年に大学時代の同級生だった森田和郎と共に株式会社ランダムハウスを設立。その後ランダムハウスより独立し、1986年10月にアーテックの社長に就任。後にアーテックを解散し、フリーランスのゲームデザイナーとなる。
作家デビューは角川文庫の『自航惑星ガデュリン』シリーズ。SFや架空戦記を主に執筆する。作家デビュー後しばらくは主に自身がデザインしたゲームの世界観を活かした作品を発表していたが、現在は架空戦記ものを主たるフィールドとする。設定やストーリー展開の上で大規模な歴史改変を行うことが多く、後書きなどでは「シム・シビライズ」という造語を用いている。作中の登場人物の台詞が非常に長い事が特徴。
羅門というペンネームは硯に由来するもので羅生門とは関係がない。

## 主な作品

### 小説
- 自航惑星ガデュリン（全3巻、角川書店、1989年）
  - ガデュリン 愛・放浪編（全4巻、角川書店、1990年）
  - 覇王の拳 ガデュリン辺境編（全1巻、アスペクト、1994年）
  - わが故郷の地球《ほし》ガデュリン望郷編（POPノベルス、2006年）
- 異次元クエスト・光の戦士（全3巻、国土社、1989年）
- 元祖羅門堂病院（全3巻、早川書房、1991年）
- 灼熱のミラージュ - 独立傭兵隊タリム7（全1巻、早川書房、1993年）
- シルヴァ・サーガ 光と闇の伝説（全1巻、アスペクト、1993年）
- 青き波涛（全10巻＋外伝1巻、KKベストセラーズ、1994年）
- 鋼鉄の嵐（全6巻、サンマーク出版、1995年）
- 天軍戦国史（全3巻、ベストセラーズ、1996年）
- ヒポクラテスの剣 憂国医師団（全1巻、朝日ソノラマ、1997年）
- 星間興亡史（全5巻、アスキー、1997年）
  - 星間群龍伝（全5巻、エンターブレイン、1999年）
- 独立愚連艦隊（全8巻、コスミックインターナショナル、1997年）
  - 平成愚連艦隊（全5巻、コスミックインターナショナル、2004年）
- 紅の翼 - 独立空軍物語（全4巻、KKベストセラーズ、1998年）
- 巨艦伝説（全6巻、学習研究社、1999年）
- 皇国の連合艦隊（全5巻、コスミックインターナショナル、2000年）
- 覇王の軍（全10巻（1-2巻：KKベストセラーズ、3-10巻：経済界）、2000年）
- 弥勒降臨（全1巻（未完）、角川春樹事務所、2001年）
- 時空防衛隊1944（全5巻、コスミック出版、2001年）
- 覇・信長記（1-12巻＋外伝2巻、KKベストセラーズ、2001年、中岡潤一郎共著）
- 敬天布武（全4巻、学習研究社、2002年）
- 蒼茫の海（全4巻、有楽出版社、2002年）
  - 群青の航跡（全2巻、有楽出版社、2004年）
- 独立日本艦隊（全6巻、経済界、2004年）
- 真・大日本帝国軍 陸海統合の嵐（全4巻、学習研究社、2004年）
- 異史・第二次世界大戦（全7巻、経済界、2007年、中岡潤一郎共著）
- 異 帝国太平洋戦争（全11巻、学習研究社、2014年）
- 帝国本土決戦（全4巻、コスミック出版、2007年）
- 列島大戦NEOジャパン（全11巻、経済界、2014年）
- 潜水空母Z艦隊（全3巻、コスミック出版、2012年）
- 帝国連合大戦（全3巻、有楽出版、2010年）
- 異史・第三次世界大戦（全5巻、経済界、2013年、中岡潤一郎共著）
- 菊水の艦隊（全4巻、経済界、2016年）
- 日布艦隊健在なり（全4巻、経済界、2016年、中岡潤一郎共著）
- 世界最終大戦（全6巻、電波社、2019年）
- 異史・新生日本軍（全3巻、経済界、2018年）
- 大東亜大戦記（全5巻、経済界、2018年）
- 帝国海軍よろず艦隊（全4巻、経済界、2020年）
- 帝国時空大海戦（全3巻、電波社、2022年）
- 超極級戦艦「八島」（全3巻、電波社、2023年）
- 極大空母「大和」（全3巻、電波社、2025年）
- イージス要塞やまと（1-、電波社、2025年）

2025年6月現在

### 漫画原作
- シルヴァ・サーガ
  - 天翔の翼 白銀の双星譚 SILVA SAGA EPISODE V（全1巻、アスキー、1995年、夏元雅人作画）
  - シルヴァ・サーガ Episode I 光戦士レオン（未単行本化、メディアックス、1993年、義仲翔子作画）

### ゲーム
- 暗黒城
処女作にして、後の『ミネルバトン&シルヴァ・サーガ』シリーズの完結編となる物語。『ガデュリン』シリーズの関連作でもある。
- アゲイン

#### ランダムハウス時代
- リグラス
- 獣神ローガス

#### アーテック時代
- ミネルバトンサーガ ラゴンの復活
- ディガンの魔石

以下のタイトルは、アーテックのスタッフによるデザインのもの。
- ダークレイス
- バルバトゥスの魔女
- キングブリーダー

#### フリーランス時代
- ガデュリン（ディレクター兼任）
元々はファミリーコンピュータ用として開発が進んでいたが、スーパーファミコン用に変更された。
- シルヴァサーガ
ミネルバトンサーガの続編。ファミリーコンピュータ用ソフトで、IIの前史となる。
- シルヴァサーガII（ディレクター兼任）
ミネルバトンサーガの続編。スーパーファミコン用ソフトで、FC版と表裏一体ともいえる物語が展開される。

以上3作品はセタ発売。
- 天城紫苑
実写映像を使用したセガサターン用アドベンチャーゲーム。発売はCLIP HOUSE。